# Calco semántico
El calco semántico es una clase de préstamo lingüístico de tipo semántico: se limita a tomar el significado de otro idioma, sin crear una palabra nueva. Es decir, es la adopción de un significado extranjero para una palabra ya existente en una lengua. Por ejemplo:
- «endosar» (en su acepción como ‘respaldar [algo]’), es calco semántico del francés endosser.
- «ratón» en su acepción de ‘aparato manual conectado a un ordenador’, es un calco del inglés mouse.[1]

De este modo, el significado de la lengua fuente se suma a otros ya existentes en la lengua receptora. 

Para Castillo Fadic (2002), sin embargo,
"el calco es más que eso. Puede reproducir el significado de una palabra simple o compuesta, o el de una expresión pluriverbal. Existen dos procedimientos para reproducir por calco el significado de una palabra. El primero [...] consiste, como ya hemos visto, en la ampliación del significado de una palabra ya existente. El segundo consiste en la formación de una palabra nueva. En este caso, el calco constituye además un neologismo.
John Lyons denomina a este fenómeno de traducción literal «calco de traducción», el cual implica el trasvase de las partes constitutivas de una palabra o frase de otra lengua. Propone el ejemplo de summit conference, en inglés, que se ha incorporado a muchas otras lenguas mediante traducción literal:
conference au sommet (en francés),
conferencia en la cumbre (en castellano),
Gipfelkonferenz (en alemán).
Estos calcos, entre los que puede incluirse el llamado falso amigo, suponen, para Lyons, ciertos cambios en la estructura léxica del sistema lingüístico: «Modificar el vocabulario por préstamo o por calco de traducción equivale a cambiar la lengua en otra más o menos distinta». Un ejemplo de calco de traducción que interfiere en la estructura léxica es la palabra de aceptación reciente precuela, una traducción del inglés prequel creada sobre la base de sequel ('secuela'); en la misma se reinterpreta la sílaba “se-“, que claramente aquí no tiene valor de morfema, como si se tratara de un prefijo, y se lo remplaza por “pre-“. 
El riesgo que encuentra Lyons en esto es que si no se traduce coherentemente, se desvirtúa la coherencia del discurso y el sentido pierde pertinencia. La traducción literal es aquella que no reajusta las diferencias de simbolismo y metaforización entre las dos lenguas en contacto. Así, la palabra sánscrita dharma exige una traducción distinta en contextos diversos: ‘deber’, ‘costumbre’, ‘ley’, ‘justicia’, y no hacerlo así empaña su sentido original.